# Stefan Jasieński
Stefan Ignacy Antoni Jasieński herbu Dołęga, ps. „Alfa”, „Omega”, „Urban”,  vel Stefan Jarema, vel Jan Krzemiński, vel Janusz Kręcki, vel Stanisław Kozioł (ur. 2 kwietnia 1914 w Wilnie, zm. po 3 stycznia 1945 w KL Auschwitz) – architekt, podporucznik, oficer Polskich Sił Zbrojnych, wywiadu ofensywnego Armii Krajowej, cichociemny. Znajomość języków: niemiecki, angielski, francuski. Zwykły Znak Spadochronowy nr 1692.

## Młodość
Stefan Jasieński pochodził z rodu Jasieńskich herbu Dołęga. Był jednym z co najmniej osiemnastu cichociemnych, wywodzących się z warstw najwyższych, nierzadko arystokratycznych.  Był synem Leona Jasieńskiego (1874–1936) oraz Zofii z domu Zboromirskiej (1883–1937) oraz bratem Wandy (1910–1988, sportsmenka). 
Od 1919 wraz z rodzicami, po powrocie z Rosji mieszkał w Warszawie później w Poznaniu. Ukończył tam szkołę przygotowawczą im. Kopernika. Następnie zamieszkał w Nakle nad Notecią, gdzie ojciec – inżynier chemik został dyrektorem miejscowej cukrowni. Od 24 czerwca 1924 do czerwca 1932 uczył się w  Gimnazjum Męskim Zgromadzenia oo. Marianów na Bielanach w Warszawie. W latach 1933–1939 studiował na Wydziale Architektury Politechniki Warszawskiej. W trakcie studiów został przyjęty do korporacji akademickiej „Arkonia”, w której powierzono mu odpowiedzialną funkcję oldermana. Mobilizacja i wybuch wojny uniemożliwiły mu dokończenie studiów i uzyskanie dyplomu.
Od 21 września 1937 do sierpnia 1938 uczestnik kursu Szkoły Podchorążych Rezerwy Kawalerii w Centrum Wyszkolenia Kawalerii w Grudziądzu, po jego ukończeniu przydzielony do 1 Pułku Strzelców Konnych w Garwolinie, uczestniczył w ćwiczeniach.

## II wojna światowa
W kampanii wrześniowej 1939 jako dowódca pocztu 3 plutonu motocyklistów szwadronu rozpoznawczego 1 PSK Warszawskiej Brygady Pancerno-Motorowej. Walczył m.in. w rejonie Dzierzkowic, pod Kraśnikiem, Krasnobrodem, Tomaszowem Lubelskim. Lekko ranny, wnioskowany do odznaczenia Krzyżem Walecznych. 19 września 1939 przekroczył granicę z Węgrami, internowany. Uciekł. przez Jugosławię i Włochy 10 października dotarł do Paryża (Francja). 
13 października 1939 w Bessieres wstąpił do Polskich Sił Zbrojnych pod dowództwem francuskim. Od 15 października przydzielony do plutonu rozpoznawczego 1 Pułku Piechoty w Coëtquidan. Następnie m.in. jako zastępca dowódcy plutonu, później dowódca plutonu 3 szwadronu 24 Pułku Ułanów 10 Brygady Kawalerii Pancernej. Od 3 czerwca 1940 w stopniu aspiranta jako dowódca plutonu 10 pułku strzelców konnych. 
Po upadku Francji 22 czerwca 1940 ewakuowany z Le Verdon-sur-Mer, 26 czerwca dotarł do Liverpoolu (Wielka Brytania). 1 lipca 1940 wstąpił do Polskich Sił Zbrojnych pod dowództwem brytyjskim. Przydzielony do 1 szwadronu 10 PSK 10 Brygady Kawalerii Pancernej, m.in. pełnił funkcję chorążego pocztu sztandarowego jednostki. Awansowany na stopień podporucznika, ze starszeństwem od 11 listopada 1941.
Zgłosił się do służby w Kraju. Przeszkolony ze specjalnością w wywiadzie, na kursach specjalnych dla kandydatów na cichociemnych, m.in. prowadzenia pojazdów (samochód, motocykl), wywiadu (Oficerski Kurs Doskonalący Administracji Wojskowej, Glasgow), spadochronowym, odprawowym (STS 43, Audley End), i in. Zaprzysiężony na rotę ZWZ/AK 29 grudnia 1942 w Audley End.
Skoczył ze spadochronem do okupowanej Polski w nocy 13/14 marca 1943, w sezonie operacyjnym „Intonacja”, w operacji lotniczej Window, na placówkę odbiorczą "Żbik" 605 (kryptonim polski, brytyjskie oznaczenie numerowe pinpoints), w okolicach miejscowości Lelów, Bystrzanowice,  ok. 8 km od Koniecpola. Wraz z nim skoczyli: Antoni Chmielowski ps. Wołk, Stefan Ignaszak ps Drozd oraz Władysław Maksyś ps. Azot. Skoczkowie przerzucili 744 tys. dolarów w banknotach na potrzeby AK. Zrzucono także sześć zasobników i dwie paczki. Skoczków podjął oddział ppor. Henryka Furmańczyka ps. Henryk. Samolot szczęśliwie powrócił do bazy po locie trwającym 12 godzin 45 minut.
Po aklimatyzacji do realiów okupacyjnych w Warszawie, od kwietnia 1943 przydzielony jako oficer ośrodka wywiadowczego wywiadu ofensywnego Oddziału II Komendy Głównej AK na Wileńszczyźnie. Do głównych zadań Stefana Jasieńskiego, podającego się w tym okresie za Janusza Kręckiego, należało zbieranie informacji na temat ruchów większych jednostek niemieckich na zapleczu frontu wschodniego. W listopadzie 1943, po załamaniu Franciszka Koprowskiego i zdekonspirowaniu go przed Gestapo odwołany do Warszawy, do marca 1944 w dyspozycji szefa referatu „Wschód”. Od maja 1944 kierownik komórki bezpieczeństwa w tym referacie, pn. ASKO (Asekuracja Komórka Ogólna).
Od końca lipca 1944 rozkazem Komendanta Głównego AK gen. Tadeusza Bora-Komorowskiego w dyspozycji Komendy Okręgu Śląskiego AK oraz Grupy Operacyjnej Odra. Głównym celem nowej misji Jasieńskiego było rozpoznanie możliwości uratowania więźniów KL Auschwitz poprzez atak AK na obóz. Do jego zadań należało m.in. rozpoznanie sił niemieckich tworzących załogę SS w KL Auschwitz oraz nawiązanie kontaktów z obozowym ruchem oporu. Wykonując zadanie nawiązał kontakt z miejscowymi przedstawicielami AK, BCh oraz PPS, a także z mjr. dypl. Zygmuntem Walterem-Janke, komendantem Okręgu Śląskiego AK.  Nawiązał także kontakt (poprzez grypsy) ze Związkiem Organizacji Wojskowej, kierowanym m.in. przez Józefa Cyrankiewicza, obozową komórką konspiracyjną założoną w 1941 przez rtm. Witolda Pileckiego. Wykonując zadanie mieszkał w majątku Manowskich w Kańczudze, potem w Osieku (m.in. u artysty malarza Józefa Chlebusa), niekiedy w Malcu, u kowala Franciszka Pawia. 
W nocy 28/29 września 1944, podczas zasadzki postrzelony w brzuch oraz udo, aresztowany oraz osadzony w obozie Auschwitz-Birkenau, początkowo w bloku szpitalnym (nr 21), po kilku tygodniach w cel nr 21 bloku śmierci (nr 11). Nie załamał się pomimo ciężkich przesłuchań przez gestapo. Wprowadził przesłuchujących w błąd, zeznając że jest oficerem alianckim, właśnie zrzuconym w pobliżu obozu. Po aresztowaniu, Komenda Główna AK wysłała do Sztabu Naczelnego Wodza w Londynie depeszę z propozycją nadania przez BBC komunikatu w jęz. niemieckim, zapowiadającym odwet na oficerach niemieckich znajdujących się w niewoli brytyjskiej, w przypadku śmierci ppor. Stefana Jasieńskiego. Audycja została nadana przez BBC pod koniec października 1944, jednak nie odniosła skutku. Zamordowany w bloku śmierci (nr 11), w niewyjaśnionych okolicznościach, w pierwszych dniach (prawdopodobnie 4 – 7) stycznia 1945. Symbolicznie został upamiętniony na grobowcu rodzinnym na Cmentarzu Powązkowskim w Warszawie (kwatera 119-5-13/14).

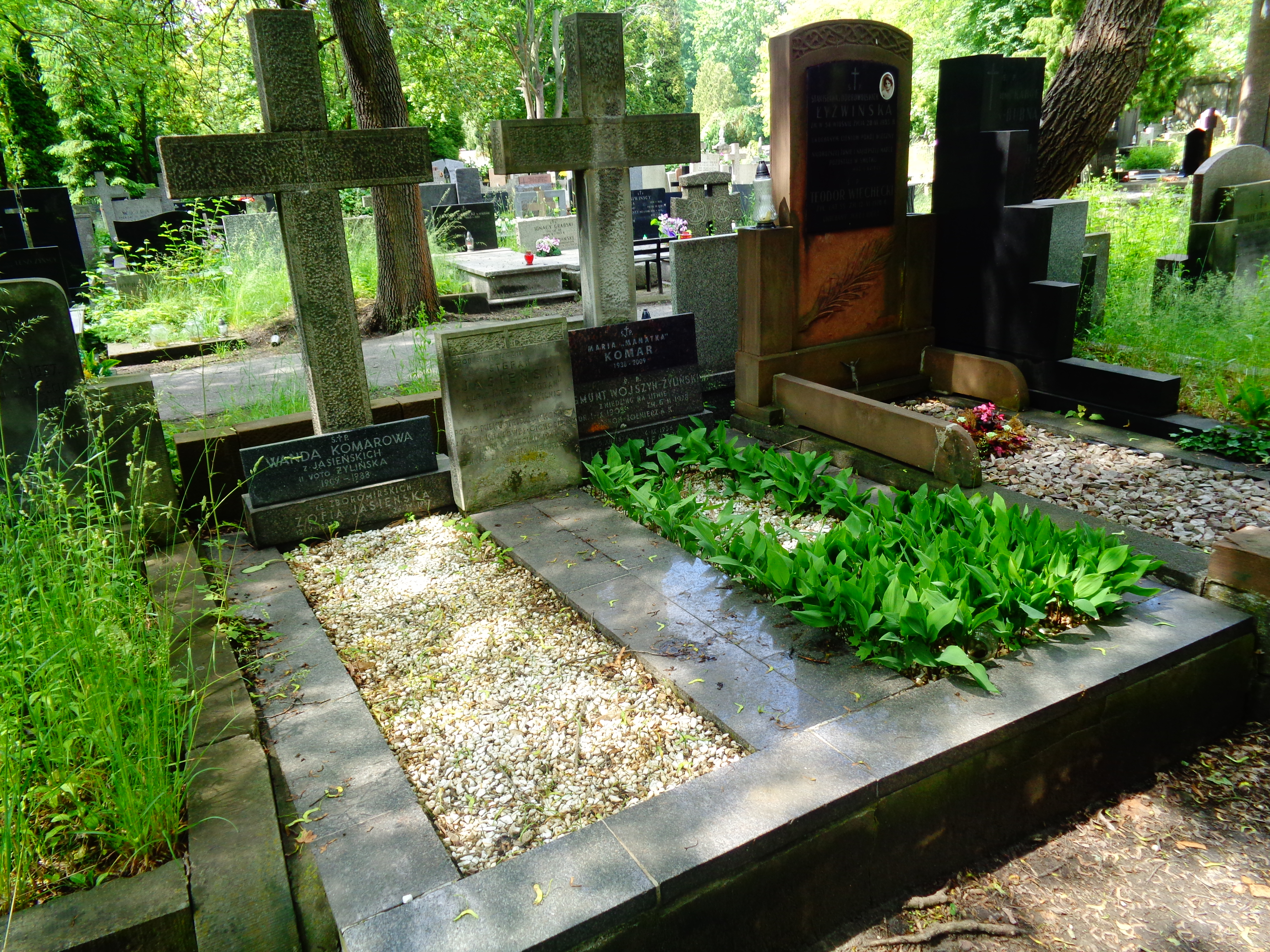
Grób Wandy Komar i symboliczny Stefana Jasieńskiego na cmentarzu Powązkowskim

W1965 były więzień KL Auschwitz Karol Świętorzecki, także członek „Arkonii”, podczas wizyty w obozie dostrzegł na drzwiach celi nr 21 w bloku śmierci, jeden z symboli korporacji „Arkonii” – cyrkiel. Kolejne rysunki, dotąd nierozszyfrowane, okazały się być unikalnymi ideogramami przedstawiającym koleje życia zamordowanego cichociemnego: herb rodu Jasieńskich „Dołęga”, studia na Wydziale Architektury Politechniki Warszawskiej (otwarta książka, ołówek, pióro, rysownica, przykładnica i dwie ekierki, kielnia) działalność studencka w „Arkonii” (cyrkiel korporacji), służba wojskowa w kawalerii i wojskach pancernych (lanca ułańska z proporcem, szabla, koń, motocykl, czołg), przerzut do kraju (Znak Spadochronowy przedstawiający spadającego do ataku orła z wieńcem w szponach, samolot „Halifax”, skoczek opadający na spadochronie), sylwetka psa z wyścigów psich w Anglii, kielich ze słabo czytelną datą 1 stycznia 1945. Ponadto Stefan Jasieński wykonał na jednej ze ścian celi nr 21 kalendarz swego pobytu w celi oraz dwa rysunki o tematyce religijnej: wizerunek Jezusa Ukrzyżowanego oraz Jezusa Miłosiernego.

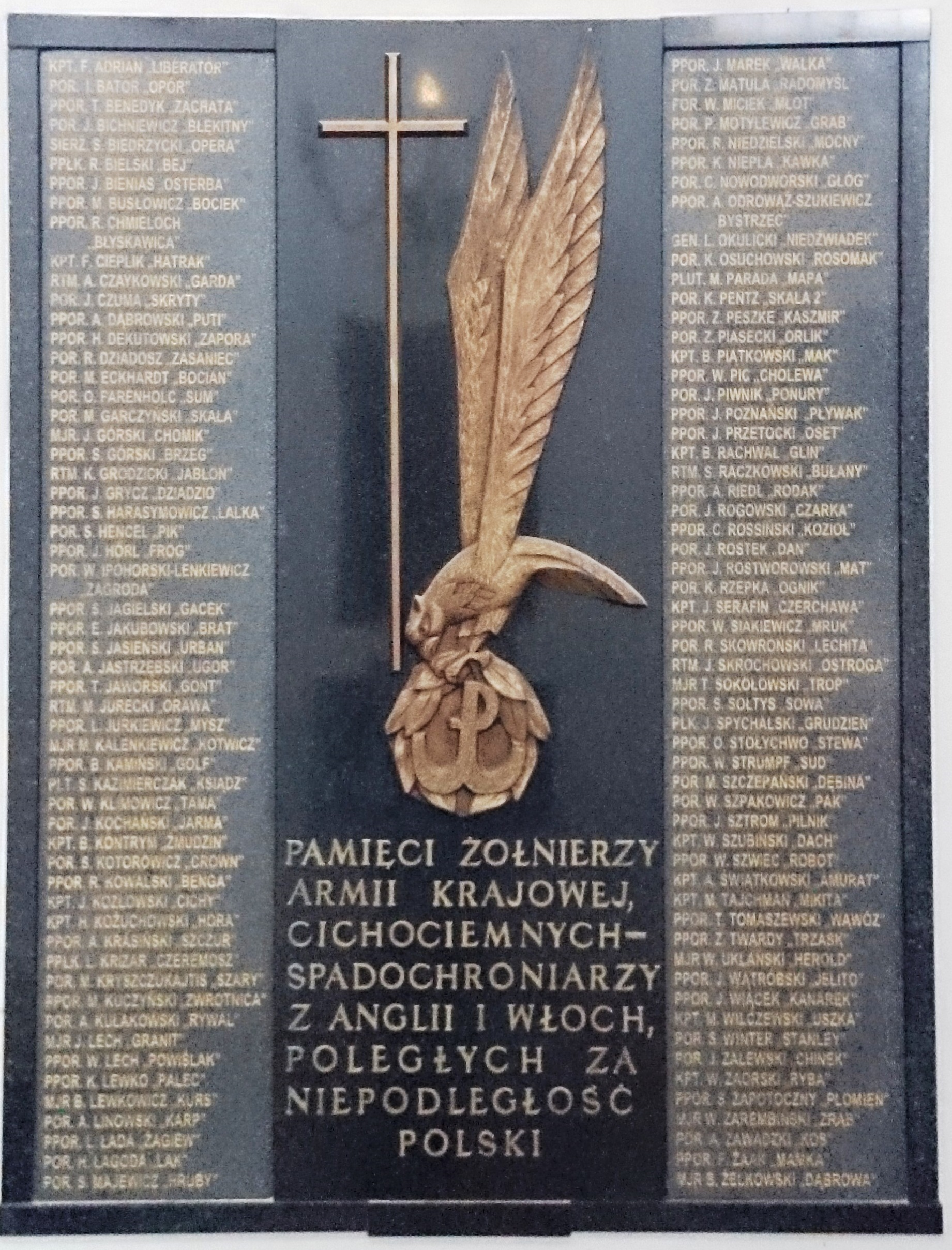
Tablica w kościele św. Jacka w Warszawie, upamiętniająca poległych cichociemnych, w tym Stefana Jasieńskiego

## Upamiętnienie
- Po wojnie nazwisko ppor. Stefana Jasieńskiego zostało upamiętnione na tablicy ku czci poległych cichociemnych wmurowanej w kościele św. Jacka na ulicy Freta w Warszawie.
- W Sali Tradycji Jednostki Wojskowej GROM znajduje się tablica upamiętniająca Cichociemnych Spadochroniarzy Armii Krajowej, którzy oddali życie za Ojczyznę, jest na niej wymieniony.
- W 1995 roku na zamówienie TVP powstał film dokumentalny pt. „Życiorys z celi śmierci” w reżyserii Andrzeja Brzozowskiego
- W czerwcu 2000 roku na ścianie zabytkowej kapliczki w Malcu koło Oświęcimia, w pobliżu której wpadł w zasadzkę „Urban” w nocy z 28/29 września 1944 roku, odsłonięto poświęcona mu tablicę, ufundowaną przez Fundację Byłych Żołnierzy Jednostek Specjalnych „Grom” im. Cichociemnych.
- W 60. rocznicę wyzwolenia KL Auschwitz odbyła się uroczystość nadania Powiatowemu Zespołowi nr 3 Szkół Technicznych i Ogólnokształcących (obecnie Powiatowe Centrum Kształcenia Technicznego i Branżowego) w Oświęcimiu imienia cichociemnego ppor. Stefana Jasieńskiego.

## Awanse
- aspirant – czerwiec 1940
- podporucznik – ze starszeństwem od 11 listopada 1941

## Odznaczenia
- Krzyż Srebrny Orderu Wojennego Virtuti Militari
- Krzyż Walecznych
- Złoty Krzyż Zasługi z Mieczami